# Гера (регіон)
Гера́ (фр. Guéra, араб. منطقة قيرا) — адміністративний регіон в Республіці Чад.
- Адміністративний центр — місто Монго.
- Площа — 62 000 км², населення — 553 795 осіб (2009 рік).

## Географія
Регіон Гера знаходиться на півдні центральної частини країни. На півночі межує з регіоном Батха, на сході з регіонами Сила та Саламат, на півдні з регіоном Середнє Шарі, на заході з регіонами Шарі-Багірмі і Хаджер-Ламіс.
У природно-кліматичному відношенні регіон Гера розташований в зоні Сахеля.

## Населення
В регіоні Гера в основному проживають представники народності хаджера (67 % від загального числа мешканців) та араби Чаду (22 %).

## Адміністративний поділ
В адміністративному відношенні Гера підрозділяється на 4 департаменти — Гера (складається з 3 підпрефектур), Бар-Сігнака (3 підпрефектур), Абтуюр (2 підпрефектур) та Мангальме (4 підпрефектур). Територія регіону Гера відповідає існувавшій тут раніше префектурі Гера.